# شهرستان سنجار
شهرستان سنجار یکی از شهرستان‌های استان نینوا در عراق است.